# Pola Nadziei
Pola Nadziei (ang. Fields of Hope) – akcja zbierania pieniędzy na potrzeby polskich hospicjów zainicjowana w 1998 roku.

## Historia
Great Daffodil Appeal  to program stworzony przez organizację charytatywną Marie Curie Cancer Care (MCCC) w Wielkiej Brytanii w 1986 roku. Jego celem jest zbieranie funduszy na utrzymanie hospicjów w Wielkiej Brytanii oraz edukacja. MCCC w 1998 roku w ramach obchodów jubileuszu 50-lecia postanowiła podjąć współpracę z  jednym z polskich hospicjów.  Beneficjentem programu zostało Towarzystwo Przyjaciół Chorych “Hospicjum” w Krakowie prowadzące Hospicjum św. Łazarza. Tak powstała polska wersja Great Daffodil Appeal, czyli akcja Pola Nadziei.
Wiosną 1998 roku w parkach krakowskich zakwitły pierwsze polskie “pola nadziei”. Organizacja MCCC przekazała 350 tysięcy żonkilowych cebulek oraz niezbędną do przeprowadzenia akcji pomoc i wiedzę. Cebulki zasadzono na Plantach, w parku Kultury i Wypoczynku przy Alei Jana Pawła II, na bulwarach wiślanych w okolicy Centrum Sztuki i Techniki Japońskiej "Manggha", w Parku Krowoderskim, na bulwarach przy al. Powstańców Warszawy, w Parku Jordana, na polanie pod Kopcem Kościuszki i w ogrodzie Zespołu Szkół Gastronomicznych Nr 1 znajdującym się obok budynku Hospicjum.
W 2002 roku Towarzystwo Przyjaciół Chorych Hospicjum im. św. Łazarza w Krakowie ogłosiło ogólnopolski program Pól Nadziei dla polskich pozarządowych organizacji hospicyjnych. Dzięki temu od 2003 roku akcja jest organizowana w innych miastach Polski dla chorych w tamtejszych hospicjach. Każde z hospicjów, które włącza się do akcji opracowuje i realizuje program na swoim terenie, pozyskując środki na własną działalność.

## Przebieg akcji
Każdego roku w okolicy 4 października, który jest Międzynarodowym Dniem Opieki Hospicyjnej sadzone są żonkile. Jest to symboliczny akt solidarności z umierającymi. Wiosną, gdy zakwitają żonkile, od marca do maja odbywa się szeroko zakrojona akcja, której celem jest pozyskiwanie funduszy na potrzeby lokalnych hospicjów, oraz propagowanie idei opieki hospicyjnej w społeczeństwie. Ofiarodawcy otrzymują za datki – kwiat żonkila. Oprócz zbiórek pieniędzy odbywają się spotkania, prelekcje, happeningi i konkursy.

## Zasady organizacji akcji
1. Jesienną akcję sadzenia pól żonkilowych hospicja będą starały się łączyć z wydarzeniami ogólnoświatowymi, które będą miały miejsce w październiku - Voicea For Hospices[12] i World Hospice and Palliative Care Day[13].
2. Wybrany przez Hospicja znak ogólnopolskiej kampanii żonkilowej ma być stosowany na wszystkich materiałach reklamowych i dokumentach.
3. Wykorzystanie znaków graficznych innego hospicjum musi być poprzedzone uzyskaniem zgody danego hospicjum i autora znaku.
4. Problemy związane z przeprowadzaniem Pól Nadziei przez kilka hospicjów działających na jednym terenie powinny być rozstrzygane lokalnie przez zainteresowanych[7].

## Szkolne Kluby Przyjaciół Żonkila
Od początku akcji Pola Nadziei aktywnie uczestniczyła w zbieraniu datków młodzież wspierana przez nauczycieli. Dlatego podczas obchodów X-lecia akcji, w 2007 roku,  powstał projekt tworzenia Szkolnych Klubów Przyjaciół Żonkila. Mają one przybliżać dzieciom i młodzieży ideę opieki hospicyjnej, włączyć w ramach wolontariatu w programy realizowane przez Towarzystwo takie jak Pola Nadziei, Kwesta Listopadowa, „Wolontariat z żonkilem w tle...” i inne.

## Kolejne edycje
| Rok  | Numer | Hasło                                   | Liczba uczestniczących hospicjów |
| ---- | ----- | --------------------------------------- | -------------------------------- |
| 2022 | XXV   | Jak dobrze, że jesteś!                  | 41                               |
| 2021 | XXIV  | Pomóż Im odnaleźć iskrę nadziei         |                                  |
| 2020 | XXIII | Jesteśmy sobie potrzebni                |                                  |
| 2019 | XXII  | Pola Nadziei składają się z Nas!        |                                  |
| 2018 | XXI   | Pola Nadziei – jesteśmy sobie potrzebni |                                  |
| 2017 | XX    | Pola Nadziei - czas pomagania           | brak danych                      |
| 2016 | XIX   | Pola Nadziei - to nasza rola            | 50                               |
| 2015 | XVIII | Pomóż nam pomagać                       | b. d.                            |
| 2014 | XVII  | Pola nadziei – aż po horyzont           | 47                               |
| 2013 | XVI   | Pola Nadziei Radość pomagania           | b. d.                            |
| 2012 | XV    | Pola Nadziei - Twój dar dla chorych     | b. d.                            |
| 2011 | XIV   | Kwiat dla Ciebie dla nas nadzieja       | 44                               |
| 2010 | XIII  | Między ziemią a niebem kwitną           | b. d.                            |
| 2009 | XII   | Kochając do końca                       | 46                               |
| 2008 | XI    | Tym, którzy idą przed nami              | 38                               |
| 2007 | X     |                                         | 31                               |
| 2006 | IX    | Pola nadziei Stań się ich częścią       | 26                               |
| 2005 | VIII  |                                         | 27                               |
| 2004 | VII   |                                         | 17                               |
| 2003 | VI    |                                         | 7                                |
| 2002 | V     |                                         | 1                                |
| 2001 | IV    |                                         | 1                                |
| 2000 | III   |                                         | 1                                |
| 1999 | II    |                                         | 1                                |
| 1998 | I     |                                         | 1                                |